# Internazionali d'Italia 1932
Gli Internazionali d'Italia 1932 sono stati un torneo di tennis giocato sulla terra rossa. È stata la 3ª edizione degli Internazionali d'Italia. Sia il torneo maschile sia quello femminile si sono giocati a Milano in Italia.

## Campioni

### Singolare maschile
André Merlin ha battuto in finale  Pat Hughes con il punteggio di 6–1, 5–7, 6–0, 8–6

### Singolare femminile
Ida Adamoff  ha battuto in finale  Lucia Valerio con il punteggio di 6–4, 7–5

### Doppio maschile
Pat Hughes /  Giorgio De Stefani  hanno battuto in finale   Jacques Bonte /  André Merlin  6–2, 6–2, 6–4

### Doppio femminile
Lolette Payot /  Colette Rosambert  hanno battuto in finale  Dorothy Andrus /  Lucia Valerio con il punteggio di 7–5, 6–3

### Doppio misto
Lolette Payot /  Jacques Bonte  hanno battuto in finale  Dorothy Andrus /  Alberto Del Bono  6–1, 6–2